# 平仲信敏
平仲 信敏（ひらなか のぶとし、1968年9月13日 - 2000年3月24日）は、日本のプロボクサー。沖縄県島尻郡具志頭村（現・八重瀬町）出身。元日本フェザー級王者。
5人兄弟の末っ子であり、元WBA世界スーパーライト級王者の平仲明信は兄。

## 来歴
中学3年時にボクシングを始め、沖縄・南部農林高3年時にインターハイフェザー級でベスト8。高校卒業後に海邦国体で優勝し、その後プロに転向。
1988年4月24日、沖縄ボクシングジムからプロデビュー。
1989年2月27日、全日本新人王決定戦でフェザー級西軍代表として東軍代表の渡辺司に判定勝ち。
1993年に故郷・沖縄を離れ福岡県の筑豊ジムに移籍。
1994年1月25日、世界挑戦経験も有する日本フェザー級王者松本好二（ヨネクラ）と対戦し、10回3-0の判定勝ちを収め王座を獲得した。同王座は2度防衛後、世界挑戦準備のため返上。
1995年8月13日、WBA世界フェザー級王者エロイ・ロハス（ベネズエラ／帝拳プロモーション）と対戦し、ダウンを奪うも、12回0-3の判定負けを喫した。
1996年11月2日、WBC世界フェザー級王者ルイシト小泉（フィリピン／アベ）と対戦し、8回TKO負けを喫した。
1997年、故郷・沖縄に戻り、沖縄ワールドリングジムに移籍。
1998年3月2日、OPBF東洋太平洋スーパーフェザー級王者三谷大和（三迫）に挑戦するが、12回0-3の判定負けを喫した。
1998年10月3日、OPBF東洋太平洋スーパーフェザー級王者長嶋健吾（18古河ジム）と対戦し、12回0-3の判定負けを喫した。
1999年3月8日、日本スーパーフェザー級王者コウジ有沢（草加有沢）に挑戦し、10回0-3の判定負けを喫した。
1999年12月13日、有沢に再挑戦したが、4回TKO負けを喫した試合が最後の試合となった。
2000年3月23日、浦添市を車で走行中にハンドル操作を誤り電柱に衝突する事故を起こし、翌3月24日に脳挫傷により死去した。31歳没。

## 獲得タイトル
- 全日本フェザー級新人王
- 第44代日本フェザー級王座（防衛2度）